# Psicología social de la liberación
La psicología social de la liberación (PSL) o psicología de la liberación es un término que se viene empleando desde la última década del siglo XX. Se trata de un enfoque o movimiento de la psicología que tiene como objetivo comprender activamente la psicología de las comunidades oprimidas y empobrecidas abordando conceptual y prácticamente la estructura sociopolítica opresiva en la que existen. Se constituyó como una iniciativa amplia de reformulación de la psicología en materia teórica y práctica, promovida por sectores de orientación ideológica socialista formal o informal.
Es un enfoque interdisciplinario que se basa en la filosofía de la liberación, el pensamiento marxista, feminista y decolonial, la teología de la liberación, la teoría crítica, la pedagogía crítica y popular, así como la psicología social crítica. Entre sus influencias se encuentran los siguientes movimientos: la teoría económica de la dependencia, la pedagogía popular de Paulo Freire, la sociología militante, la Investigación Acción Participativa, la teología de la liberación y la filosofía de la liberación.
| Apuesta ontológica: ¿Para qué? |
| --- |
| Enfoque en los problemas reales de la gente más que en la academia y el conocimiento teórico. Para Martín-Baró, la miseria y la opresión como los dos principales grandes objetivos, y, conectada con ellos, la liberación de los pueblos en un sentido amplio político, económico, social y cultural. - Compromiso frente a la realidad. - No confundir imparcialidad científica con imparcialidad ética-deber de tomar posición ante la injusticia y la opresión. - Tener una praxis crítica. |
| Apuesta epistemológica. ¿Cómo? |
| Cuestiona la metodología y en especial: - El abuso del positivismo como única vía de acceso al conocimiento. - Colocar al individuo en el centro. - Promover un marco social que prime el hedonismo individual sobre la solidaridad y el bien colectivo. - Trabajar desde una perspectiva ahistórica, que ignore la raíz estructural de los problemas. |
| Apuesta ética. ¿Desde dónde? |
| Cuestiona la propia posición de la persona y en especial considera necesario: - Coherencia, en un sentido amplio, entre aquello que se hace y la actitud personal en el modo de hacerlo. - Vivir coherentemente con los ideales de transformación que se buscan. - El trabajo psicosocial y comunitario debe ser también un proceso de transformación personal y de liberación de las propias opresiones.\|                                                                                     |

 Reproducido con permiso del autor: Pérez-Sales, Pau

## Historia

### Fundador
La PSL fue concebida por primera vez por el psicólogo español/salvadoreño Ignacio Martín-Baró y se desarrolló ampliamente mediante el trabajo comunitario con poblaciones oprimidas en América Latina durante las décadas de 1970 y 1980. En este sentido, su desarrollo se enmarca en un proceso global de cambio y reconstrucción de diferentes disciplinas sociales, con un rol importante de la reorientación hacia los pobres y excluidos como contraparte del alejamiento de concepciones 'idealistas' del mundo. 

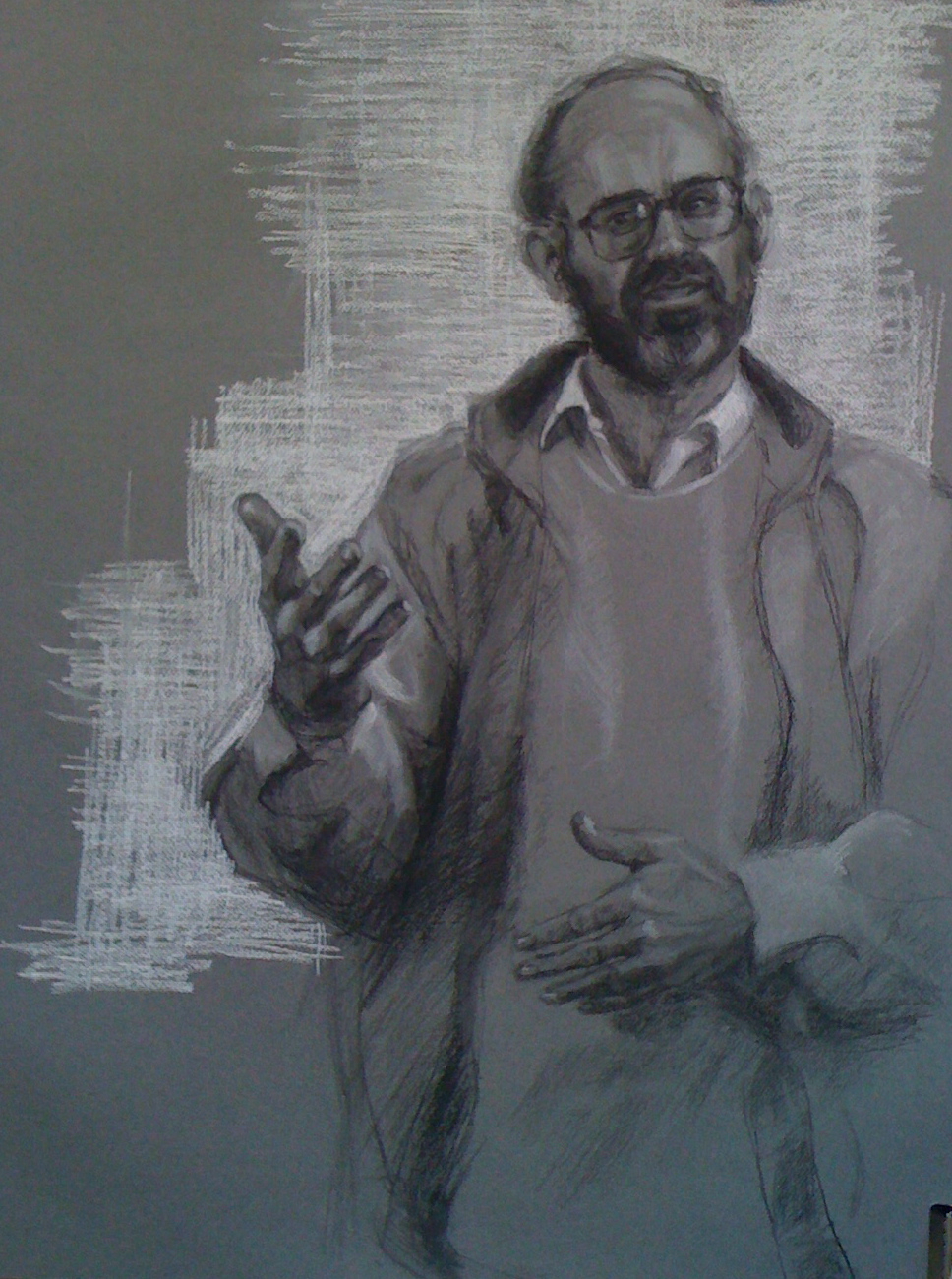
Ignacio Martín-Baró

Martín-Baró fue un sacerdote jesuita y psicólogo social nacido en España que dedicó su trabajo a abordar las necesidades de los grupos oprimidos en América Latina. Finalmente, fue asesinado como resultado de su trabajo. Su proyecto consistió en construir una psicología relevante para las mayorías oprimidas del continente americano. La recopilación de algunos de sus artículos en la colección Writings for a Liberation Psychology es un texto seminal en el campo que discute el papel de la psicología como socialmente transformadora. La mayor parte de su trabajo aún permanece sin traducir al inglés. Sus dos principales libros de texto, Psicología Social de América Central y sus otros libros son publicados por una pequeña editorial universitaria, UCA editores en El Salvador, con la consecuencia de que la amplitud y profundidad de su obra no es bien conocida ni siquiera en América Latina. Martín-Baró realizó proyectos de investigación con la intención de crear conciencia y empoderar a las personas oprimidas de El Salvador que atraviesan traumas sociales, políticos y relacionados con la guerra.

### Surgimiento
El origen de la PSL está estrechamente vinculado con la crisis de relevancia de la psicología social de los años 70, ya que las ideas centrales de la psicología de la liberación surgieron en respuesta a las críticas a la psicología tradicional, específicamente a la psicología social. La psicología fue criticada por su 1) neutralidad de valores; 2) afirmación de universalidad; 3) irrelevancia social.
- Visión de la ciencia como neutral: la idea de que la ciencia carecía de elementos morales se consideró un marco defectuoso.
- Afirmación de universalidad: se producían teorías psicológicas basadas en investigaciones realizadas principalmente con hombres blancos, de clase media y universitarios. Los liberacionistas cuestionaron la noción de que tales principios fueran universales y, por lo tanto, aplicables a todos los individuos sin tener en cuenta la consideración de factores contextuales.
- Irrelevancia social: se consideraba que la psicología no generaba conocimientos que pudieran abordar las desigualdades sociales.

En respuesta a estas críticas, los psicólogos buscaron crear una ciencia psicológica que abordara las desigualdades sociales tanto en la teoría como en la aplicación práctica. Es importante señalar que la psicología de la liberación no es un área de la psicología afín a la psicología clínica, del desarrollo o social. Se trata más de un marco que pretende reconstruir la psicología desde la perspectiva del oprimido (el "nuevo interlocutor" de Martín-Baró) para que la disciplina cese en su complicidad (a menudo involuntaria) con las estructuras que perpetúan la dominación, la opresión y la desigualdad. Generalmente, las personas que usan este marco no se llamarían a sí mismos "psicólogos de la liberación", aunque este término a veces se usa para referirse a ellos.
Los orígenes del término "psicología de la liberación" pueden haber aparecido impresos por primera vez en 1976. Más tarde Ignacio Martín-Baró lo generalizó. Varios otros psicólogos sociales latinoamericanos también han desarrollado y promovido el enfoque, incluidos Martiza Montero (Venezuela), Ignacio Dobles (Costa Rica), Bernardo Jiménez Domínguez(Colombia/México), Jorge Mario Flores (México), Edgar Barrero (Colombia ) y Raquel Guzzo (Brasil) entre otros. Varios enfoques similares se desarrollaron de forma independiente en otras regiones del mundo, incluidas Sudáfrica y Filipinas.
Todo este proceso llevó a que asuma características como las siguientes:
1. Ser opuesta a la falta de compromiso y relevancia social de la psicología tradicional.
2. La revalorización de los saberes locales y los métodos cualitativos.
3. Promover la comprensión de la dimensión moral frente a la 'falsa' neutralidad científica propuesta por los métodos experimentales y el contexto academicista.
4. La unidad del pensamiento disciplinar frente al dualismo teoría-práctica.

## Conceptos clave
Los conceptos centrales de la psicología de la liberación incluyen: concientización; realismo crítico; realidad desideologizada; una orientación coherentemente social; la opción preferencial por las mayorías oprimidas, y el eclecticismo metodológico. A través de enfoques transgresores y reconciliadores, la psicología de la liberación se esfuerza por reparar las fracturas en la sociedad causadas por la opresión, incluyendo qué o quién se ha marginado, tanto psicológica como socialmente. 

### Concientización
La conexión intrínseca de la experiencia de la persona y la estructura sociopolítica es un principio fundamental de la psicología de la liberación y se denomina concientización, un término introducido por el educador brasileño Paulo Freire, traducible aproximadamente como el aumento de la conciencia político-social. Freire abogaba por desarrollar la educación y la conciencia crítica entre los ciudadanos pobres. La idea es que en el proceso de concientización, las personas se vuelvan más conscientes de sí mismas y de sus vidas estructuradas por la realidad social de la opresión, y aprendan a pensar por sí mismas. Esto les da la agencia para convertirse en actores sociales. Cambian a medida que comienzan a actuar en sus circunstancias sociales.
Comprender esta interconexión es de particular importancia para comprender las experiencias y la psicología de los pueblos oprimidos, la estructura de poder a la que están subyugados y las formas en que esta subyugación se manifiesta en su comportamiento y psicopatología.

### Orientación social
La psicología de la liberación critica a la psicología tradicional por explicar el comportamiento humano independientemente del contexto sociopolítico, histórico y cultural. Martín-Baró argumentó que una falla de la psicología dominante es la atribución al individuo de características que se encuentran en las relaciones sociales del grupo. Argumentó que las características individuales son el resultado de las relaciones sociales, y verlas de manera individualista quita énfasis al papel de las estructuras sociales, atribuyendo incorrectamente los problemas sociopolíticos al individuo. La psicología de la liberación aborda esto reorientando el enfoque de una orientación individualista a una social. Usando este marco, el comportamiento de las personas oprimidas no se conceptualiza a través de procesos intrapsíquicos, sino como resultado del entorno alienante.
La orientación social tiene un énfasis particular en comprender el papel de la historia en la configuración de las condiciones actuales y las formas en que esta historia resultó en la opresión de comunidades particulares. Dentro de esta orientación, el examen crítico del poder social y sus estructuras es crucial. Esto es necesario para entender el poder político y social no como algo interpersonal, sino como parte de la organización institucional de una sociedad.

### Preferencia por las mayorías oprimidas
El objetivo de los psicólogos de la liberación es el desarrollo de una psicología que sea "de" los oprimidos y no "para" los oprimidos. La psicología tradicional se entiende como eurocéntrica y se critica por ignorar las experiencias únicas de los individuos oprimidos. Martín-Baró hizo un argumento similar, criticando a los psicólogos latinoamericanos por adoptar modelos psicológicos eurocéntricos que no estaban informados por el entorno social, político y cultural de los empobrecidos y oprimidos, que era la mayoría de las personas en El Salvador de la década de 1980.
La psicología de la liberación critica además a la psicología tradicional por su enfoque de torre de marfil para comprender los fenómenos, siguiendo el llamado de Martín-Baró para que la psicología desvíe su atención de su propio estatus social y científico a las necesidades y luchas de la mayoría popular. A diferencia de los enfoques tradicionales, la psicología de la liberación busca reubicar al psicólogo como parte del proceso emancipatorio para y con las comunidades oprimidas.

### Realismo crítico
Martín-Baró sostuvo que las teorías no deben definir los problemas a explorar, sino que los problemas generan sus propias teorías. Esta idea se denomina realismo-crítico. Esto contrasta con el enfoque tradicional de abordar problemas basados en una teorización preconcebida, idealismo-metodológico (idealismo metodológico). En el realismo-crítico, la teorización juega un papel de apoyo, pero no fundamental. La idea de realismo-crítico de Martín-Baró no debe equipararse con la obra de Roy Bhaskar sobre el realismo crítico. Aunque las dos ideas son conceptualmente similares en algunos aspectos, tienen significados distintos (de ahí el uso del término aquí en español, en lugar de intentar una traducción directa).

### Realidad desideologizada
Martín-Baró enfatizó el papel de la ideología en el oscurecimiento de las fuerzas y relaciones sociales que crean y mantienen la opresión: una tarea clave de los psicólogos es entonces desideologizar la realidad, ayudando a las personas a comprender por sí mismas la naturaleza de la realidad social de manera transparente en lugar de oscurecerla. ideología dominante. La ideología, entendida como las ideas que perpetúan los intereses de los grupos hegemónicos, mantiene el ambiente sociopolítico injusto. Alternativamente, una realidad desideologizada alienta a los miembros de las poblaciones marginadas a respaldar ideologías que promueven sus propios intereses y no los de la hegemonía. El análisis de Martín-Baró del supuesto fatalismo latinoamericano y el mito del latino perezoso ejemplifican su enfoque, al igual que su uso de encuestas de opinión pública para contrarrestar la distorsión que el gobierno y los militares de entonces estaban presentando sobre las opiniones del público salvadoreño sobre la guerra.

### Eclecticismo metodológico
La investigación con un marco de psicología de la liberación incorpora metodologías de diversos dominios. Las metodologías tradicionales, como las encuestas y los análisis cuantitativos, se combinan con técnicas más novedosas para la psicología, como los análisis cualitativos, la fotografía, el teatro y el análisis textual.

## Aplicaciones

### Psicología Comunitaria
Ignacio Martín-Baró se había opuesto a la introducción de la psicología comunitaria en El Salvador, sobre la base del enfoque asistencialista y la perspectiva social limitada de los modelos norteamericanos entonces dominantes. Sin embargo, la psicología comunitaria, y en concreto las variantes latinoamericanas (típicamente denominadas psicología social comunitaria) es una de las áreas más influenciadas por los conceptos de la psicología de la liberación. Además, la psicología social comunitaria en América Latina, que es anterior a la psicología de la liberación, también comparte raíces en el movimiento más amplio de la praxis crítica y liberadora latinoamericana (especialmente la teoría de la dependencia, la filosofía de la liberación, la teología de la liberación, la pedagogía crítica o popular).

### Aplicaciones psicoterapéuticas
La psicología de la liberación se aparta de la priorización psicológica tradicional del individuo y la atribución de la angustia de un individuo a la patología dentro del mismo. La psicología de la liberación busca comprender a la persona dentro de su contexto sociopolítico, cultural e histórico. Por lo tanto, la angustia se entiende no solo en términos intrapsíquicos, sino en el contexto de un entorno opresivo que psicologiza e individualiza la angustia. En un contexto psicoterapéutico, esto elimina la responsabilidad de la angustia psicológica únicamente del individuo y sus circunstancias inmediatas, y reformula el origen de la angustia como el entorno y la estructura social a la que están subyugadas las personas. Además, esto ayuda a las personas a comprender su relación con la estructura de poder y las formas en que participan en ella. En los enfoques liberadores de la angustia mental, la terapia es solo un paso hacia la 'reinserción' de una persona en su medio social, acción social y su proyecto de vida existencial.

## Avances de la psicología de la liberación
Desde finales de la década de 1990 se han realizado congresos internacionales sobre psicología de la liberación, principalmente en universidades latinoamericanas. A estos congresos han asistido cientos de profesionales y estudiantes, y han sido cruciales para perpetuar el mensaje de justicia social de la psicología de la liberación.
Los temas específicos del congreso incluyen los derechos humanos, la justicia social, la democratización y la creación de modelos para la psicología de la liberación en la práctica psicológica y la pedagogía. En los últimos años, estas reuniones se han enfocado cada vez más en abordar temas relacionados con la pobreza y la desigualdad económica.
Los congresos internacionales sobre psicología de la liberación incluyen:
- 1998 en la Ciudad de México, México[23]
- 1999 en San Salvador, El Salvador
- 2000 en Cuernavaca, México
- 2001 en Ciudad de Guatemala, Guatemala[23]
- 2002 en Guadalajara, Jalisco, México
- 2003 en Campinas, Brasil[24]
- 2005 en Liberia, Costa Rica[25][25]
- en Santiago de Chile
- 2008 en Chiapas, México
- 2010 en Caracas, Venezuela
- 2012 en Bogotá, Colombia
- 2014 en Cusco, Perú
- 2016 en Cuernavaca, México

La psicología de la liberación no se limita a América Latina. El término fue utilizado por el psicólogo filipino Virgilio Enríquez, aparentemente independientemente de Martín-Baró. En otros lugares ha habido intentos explícitos de aplicar el enfoque a la práctica en otras regiones. En 2011, el psicólogo británico Mark Burton estableció una red de psicología de la liberación del idioma inglés. Tiene una membresía internacional que refleja el interés en la psicología de la liberación por parte de psicólogos que no leen español ni portugués.

## Ejemplos

### Psicología racial
Black Black psychology
La interconexión de lo personal y lo político, un principio fundamental de la psicología de la liberación, es fundamental para la psicología racial. Además, se piensa que la psicología negra es intrínsecamente liberacionista, ya que argumenta que abordar la psicología de las personas negras requiere comprender y abordar la historia y la estructura de poder sociopolítica que ha resultado en la opresión global de las personas de ascendencia africana.
Los defensores de la psicología racial operan dentro de la orientación social de la psicología de la liberación y sostienen que las ideologías eurocéntricas de la psicología tradicional carecen de relevancia cuando se trata de comunidades negras. Por lo tanto, es necesaria una conceptualización afrocéntrica que reconozca la historia única de los individuos afrodescendientes cuando se trata de tales comunidades. Utilizando un marco de psicología de la liberación, la psicología racial argumenta que el simple reconocimiento del carácter distintivo de la experiencia negra es inadecuado si la teorización psicológica utilizada no proviene de las comunidades a las que se aplican. Tal posición es consistente con la afirmación de Martín-Baró de que el uso de métodos psicológicos eurocéntricos es incongruente con las experiencias vividas por las comunidades oprimidas.

### Psicología de la liberación y psicoterapia LGBT
Psicología LGBTQ
El trabajo reciente en América del Norte ha buscado comprender el uso aplicado de la psicología de la liberación en la psicoterapia con personas LGBT. A diferencia de las intervenciones psicoterapéuticas tradicionales, este enfoque reformula los problemas psicológicos de las personas LGBT como resultado de una incorporación comprensible de las actitudes homonegativas características de las estructuras sociales en las que viven las personas homosexuales y transgénero.
La psicoterapia tradicional generalmente reconoce el efecto de la homofobia y su impacto en las personas LGBT, pero a menudo no logra culpar a la persona por adoptar tales puntos de vista. Sin embargo, un enfoque psicológico liberacionista apunta a facilitar la liberación del individuo de la culpa por adoptar los puntos de vista homonegativos de la sociedad. En cambio, la responsabilidad recae en el entorno social, entendiendo que las personas mismas se constituyen como personas en su contexto social. Tal enfoque entiende los temas 'psicológicos' como indisolublemente ligados al contexto social.
Esto puede liberar a la persona LGBT de sentirse viciada por albergar ideas homonegativas. Entonces pueden examinar cómo participan en el entorno social y las formas en que pueden asumir la responsabilidad de acciones futuras. Además, usando el concepto de concientización, las personas pueden examinar cómo cambiarse a sí mismos puede desafiar la naturaleza opresiva del sistema sociopolítico más amplio, aunque en la mayoría de las psicologías de la liberación existe una relación más dialéctica entre el cambio personal y social donde el cambio personal no tiene preceder a la liberación social.

### Psicología Etnopolítica
El marco de la curación radical está estrechamente alineado con la psicología etnopolítica, una forma de psicología de la liberación. El objetivo de la psicología política étnica es alentar la curación y la transformación a través del desarrollo de la conciencia crítica y el activismo político, especialmente en lo que respecta a la descolonización de las personas de color, reformulando su identidad étnica y promoviendo la reconciliación racial, el crecimiento personal y el cambio social. El imperialismo cultural, el racismo, la opresión y la colonización pueden dar como resultado un trauma, que los psicólogos de la liberación creen que puede ser tratado por la psicología etnopolítica, aunque no existen estudios exhaustivos. Este proceso integra diversas identidades, da a las personas un sentido de dominio y las reconecta con sus raíces. Al combinar las tradiciones orientales y occidentales con la indígena, este modelo proporciona un marco culturalmente apropiado. La POCI debe estar acompañada por practicantes que den testimonio de su sufrimiento y estén comprometidos a ayudarlos a reconocer la opresión racial y el colonialismo sistémicos, mientras abrazan la resistencia en lugar de mantener el statu quo.